# John Broadhurst
John Charles Broadhurst (Hendon, 20 de julho de 1942) é um ex-bispo anglicano, recebido em plena comunhão com a Sé de Pedro na Solenidade de Santa Maria Mãe de Deus, 1 de janeiro de 2011, a fim da ereção do primeiro Ordinariato pessoal para anglicanos para a Inglaterra e País de Gales. Serviu como bispo de Fulham de 1996 até 2010.

## Ministério Anglicano
Batizado na Igreja Católica, foi seminarista anglicano no King's College de Londres e no St Boniface College de Warminster. Após casar-se em 1965 com Judith — seu amor de infância com quem teve quatro filhos, Jane, Mark, Sarah e Benedict —, foi ordenado diácono anglicano em 1966 e padre anglicano em 1967.
Iniciou seu ministério na St Michael em Bowes, partindo, depois, para a St Augustine em Wembley Park e St Michael em Wood Green Team Ministry. Em 1972 tornou-se o mais jovem membro eleito do Sínodo Geral da Igreja da Inglaterra, onde se manteve até 1996. Neste ano, aos 24 de setembro, foi consagrado bispo anglicano de Fulham, onde assume o cuidado pastoral dos anglicanos que, por motivo de consciência, não se podem unir ao modernismo — que se alastrou pela Igreja Anglicana até o apogeu da ordenação de mulheres diaconisas, presbíteras e episcopisas, de homossexuais praticantes bem como da oficialização sacramental das uniões homossexuais — em toda a Metrópole de Londres, que abarca as dioceses anglicanas de Londres, Southwark e Rochester. Broadhurst, enquanto bispo anglicano, era o presidente do Forward in Faith e vice-presidente da Church Union.

## Plena Comunhão com a Igreja
Há notícias de que, em 2009, o Cardeal Christoph Schönborn ter-se-ia encontrado com Broadhurst a pedido do Santo Padre.
Em outubro de 2010, Broadhurst deu a conhecer, publicamente, sua intenção de submeter-se a Roma e entrar no Ordinariato pessoal para anglicanos quando este fosse estabelecido na Inglaterra. Nesta mesma ocasião, descreveu o Sínodo Geral da Igreja da Inglaterra como "embebido em vício e vingança". Aos 8 de novembro, anunciou oficialmente sua saída da Comunhão Anglicana com vistas ao Catolicismo.
| “ | Ela [a House of Clergy] tem sido fascista em seu comportamento, marginalisando aqueles que se opõem à ordenação de mulheres. Nós não temos nenhum espaço! | ” |

| “ | Sim, eu espero ser padre; mas no fim, se eu tiver que ser leigo, não é o fim. Um tópico do debate sobre as ditas "episcopisas": o ministério não é uma carreira; é verdadeiramente uma vocação. Então você faz o que a Igreja lhe pede, não o que você pede à Igreja. | ” |

Broadhurst foi recebido na Igreja Católica Apostólica Romana ao 1º de janeiro de 2011 em cerimônia discreta na Catedral Católica de Westminster, por Dom Vincent Nichols (arcebispo de Westminster). Também foram crismados sua esposa Judith, Andrew Burnham (ex-bispo de Ebbsfleet) e sua esposa Cathy, Keith Newton (ex-bispo de Richborough) e sua esposa Gill e três freiras da Society of St Margaret (Walsingham), as irmãs Carolyne Joseph, Jane Louise e Wendy Renate.

### OrdenaçãoAbsolute
Visto que as ordenações anglicanas são inválidas para a Igreja Católica Romana—isto é, não são verdadeiramente sacramento, donde se tem que quem as recebe não munda ontologicamente, não se torna sacerdote — para Igreja Católica, todo convertido tem de ser ordenado absolute (absolutamente) — ou seja, sem dúvida com relação a uma possível ordenação anterior: esta não existiu sacramentalmente, pode-se afirmar. A invalidade das ordens anglicanas é explicada pelo Sumo Pontífice Leão XII em sua Bula Apostolicæ Curæ:
| "Ora, as palavras que até a última geração estavam universalmente em uso pelos anglicanos, a fim de serem a forma propriamente dita da ordenação ao sacerdócio, a saber, "Recebe o Espírito Santo", estão certamente longe da significação precisa da ordem do presbiterato, ou de sua graça e poder, que é especialmente o poder de consagrar e oferecer o verdadeiro corpo e sangue do Senhor naquele sacrifício que não é mera comemoração do sacrifico cumprido na cruz. Essa forma foi, é verdade, posteriormente acrescida das palavras "para o ofício e a obra de um sacerdote", mas isso antes prova que os anglicanos estavam conscientes de que as primeiras palavras eram defeituosas e inadequadas. E a adição, mesmo que fosse capaz de dar a necessária significação à forma, foi introduzida muito tarde, porque um século já se escoara desde a aceitação do Edwardian Ordinal: a hierarquia tinha terminado e já não restava nenhum poder para ordenar." |

Após a publicação da Bula supracitada, 1896, muitos anglo-católicos buscaram o sacerdócio católico submetendo-se a nova ordenação por bispos vetero-católicos da União de Utrecht, porém reconhecidamente válidos. Origina-se, assim, nova problemática em relação à validade do sacerdócio de alguns anglicanos. A fim de assegurar a validade futura daqueles que se inserem na Igreja Católica e de facilitar o processo de comunhão, o Santo Padre Bento XVI em sua Constituição Apostólica Anglicanorum Coetibus legisla que não seram avaliados tais casos e todos serão tratados iguais neste ponto:
| "Todos aqueles que exerceram o ministério de diáconos, presbíteros ou bispos anglicanos, que respondem aos requisitos estabelecidos pelo direito canónico e não estão impedidos por irregularidades ou outros impedimentos, podem ser aceites pelo Ordinariato como candidatos às Ordens Sagradas na Igreja Católica." |

No que diz respeito aos bispos ex-anglicanos, as Normas Complementares à Constituição Apostólica Anglicanorum Coetibus da Congregação para a Doutrina da Fé separam um artigo:
| "Artigo 11 § 1. Um Bispo ex-anglicano e casado é elegível para ser nomeado Ordinário. Neste caso é ordenado presbítero na Igreja Católica e exerce no Ordinariato o ministério pastoral e sacramental com plena autoridade jurisdicional. § 2. Um Bispo ex-anglicano que pertence ao Ordinariato pode ser chamado para assistir o Ordinário na administração do Ordinariato. § 3. Um Bispo ex-anglicano que pertence ao Ordinariato pode ser convidado para participar nos encontros da Conferência dos Bispos do respectivo território, do mesmo modo que um bispo emérito. § 4. Um Bispo ex-anglicano que pertence ao Ordinariato e que não foi ordenado bispo na Igreja Católica, pode pedir à Santa Sé a autorização para usar as insígnias episcopais. " |

Aos 13 de janeiro de 2011, pois, foi ordenado validamente diácono e, aos 15 dias do mesmo mês de janeiro, presbítero, na mesma cerimônia litúrgica em que foi erigido o Ordinariato e em que foi Newton foi nomeado Ordinário, na Catedral de Westminster.
Em 17 de março de 2011, foi anunciado que ele havia sido nomeado Prelado Honorário de Sua Santidade pelo Papa Bento XVI.

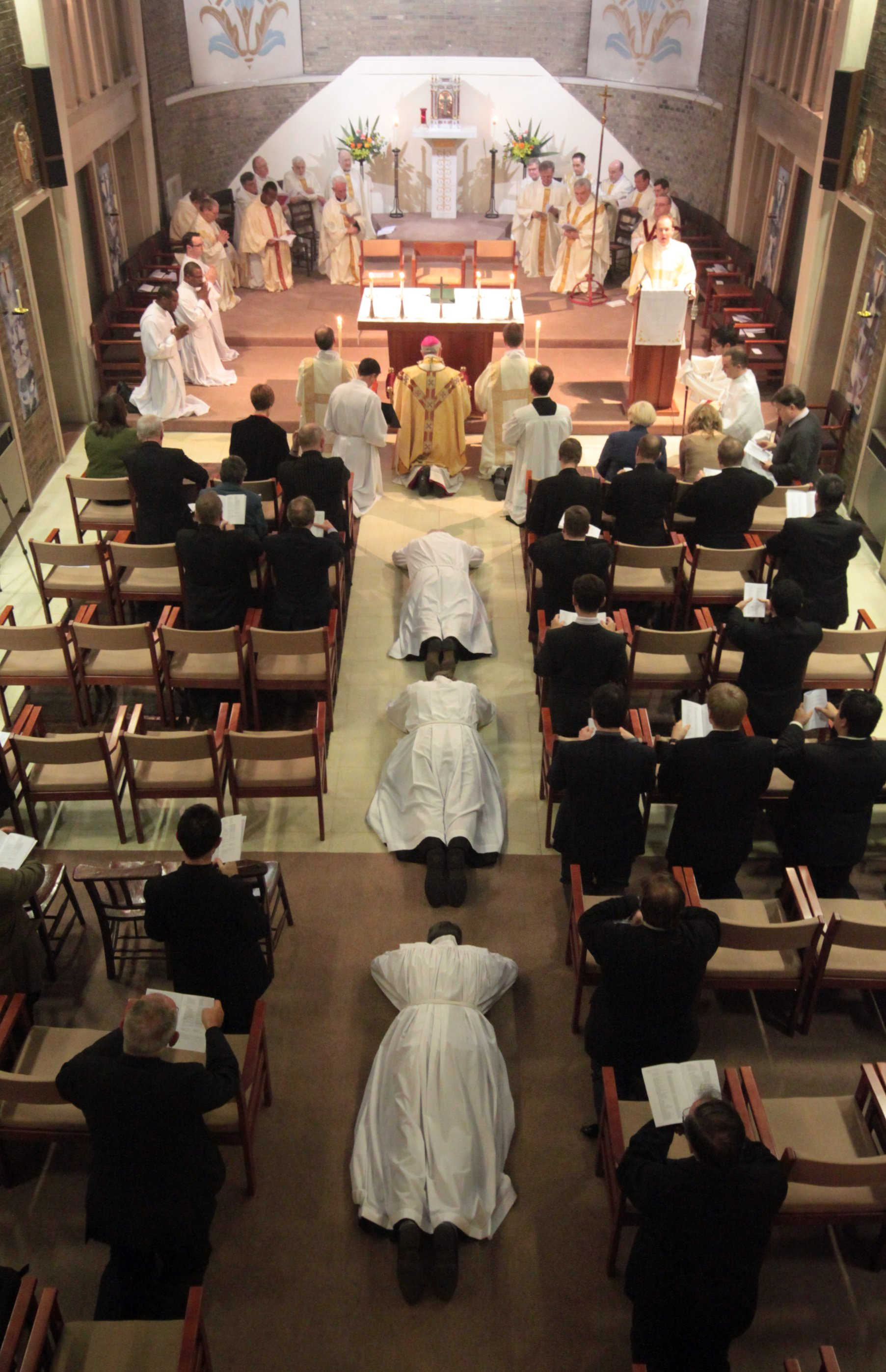
Litania dos Santos.
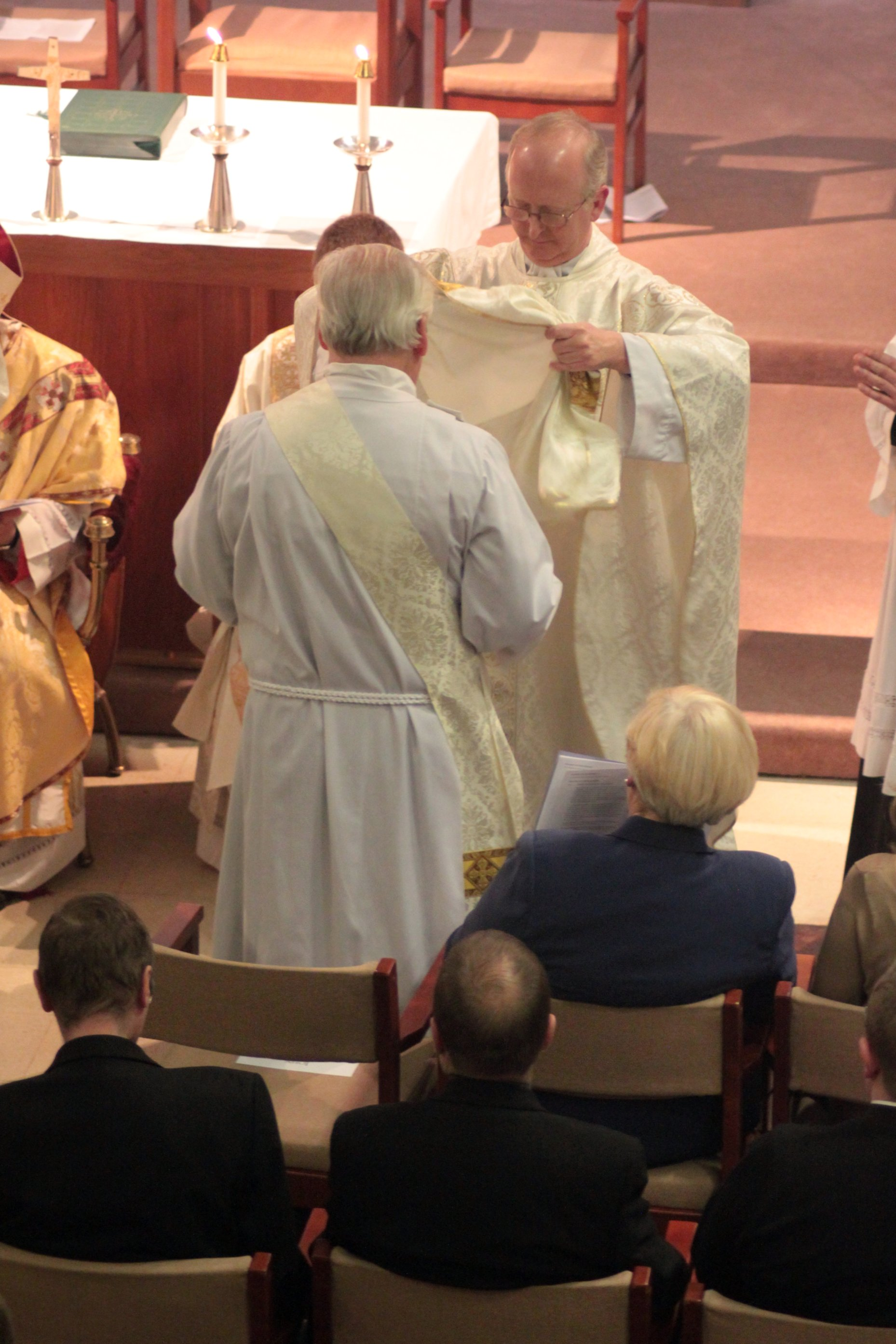
Vestição Paramental com a Dalmática.
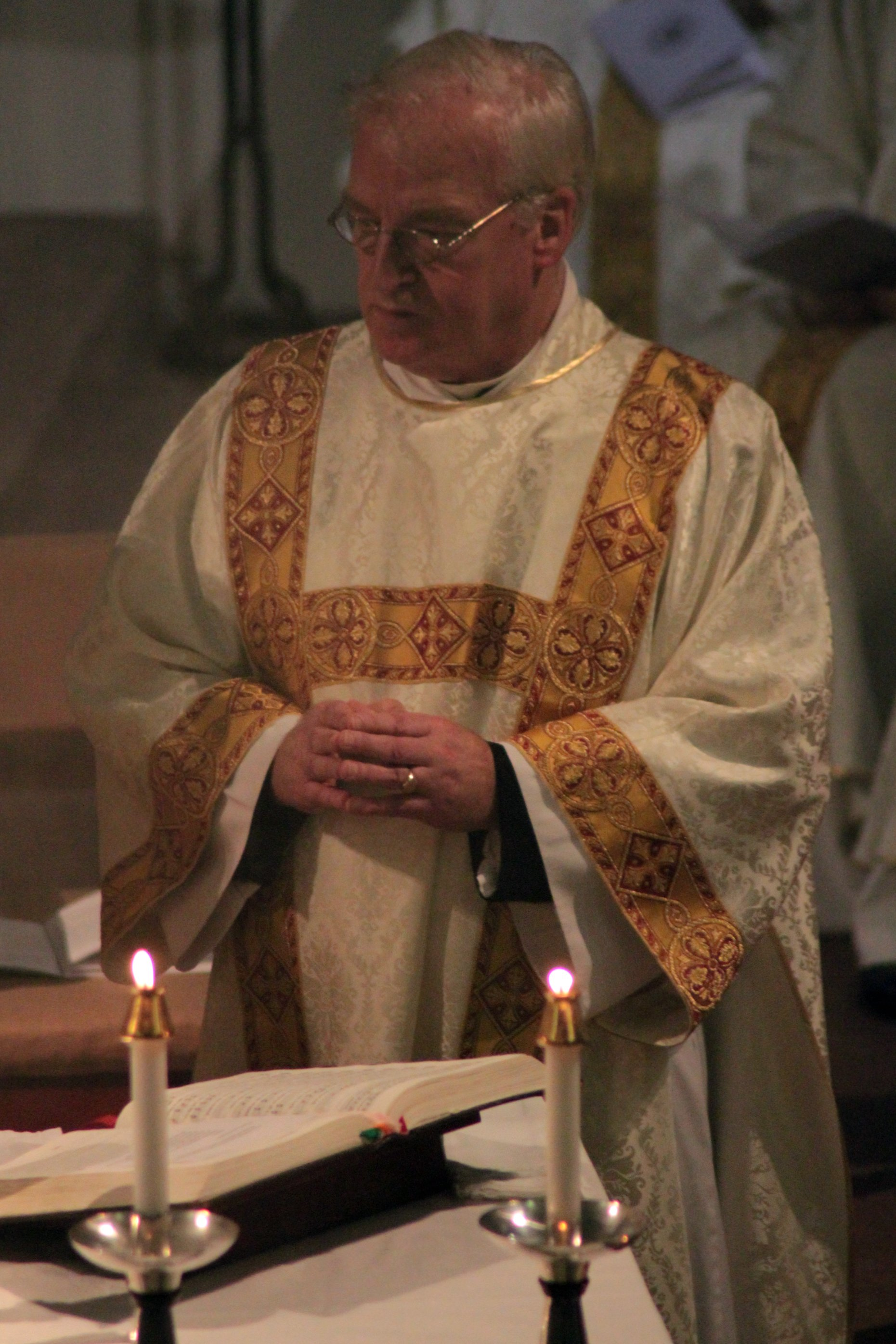
Durante a Liturgia Eucarística.
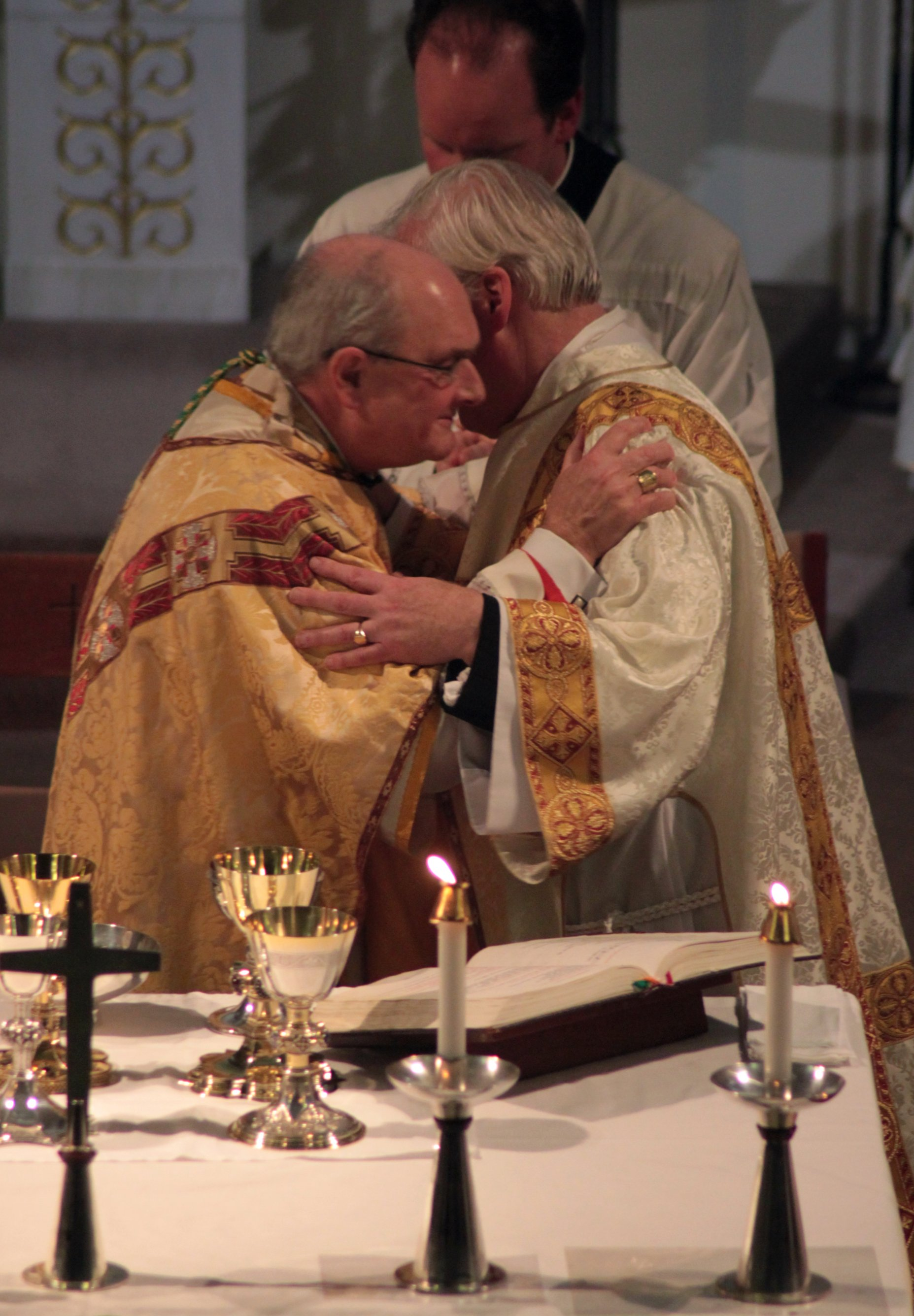
Ósculo da Paz com o Bispo Alan Hopes.
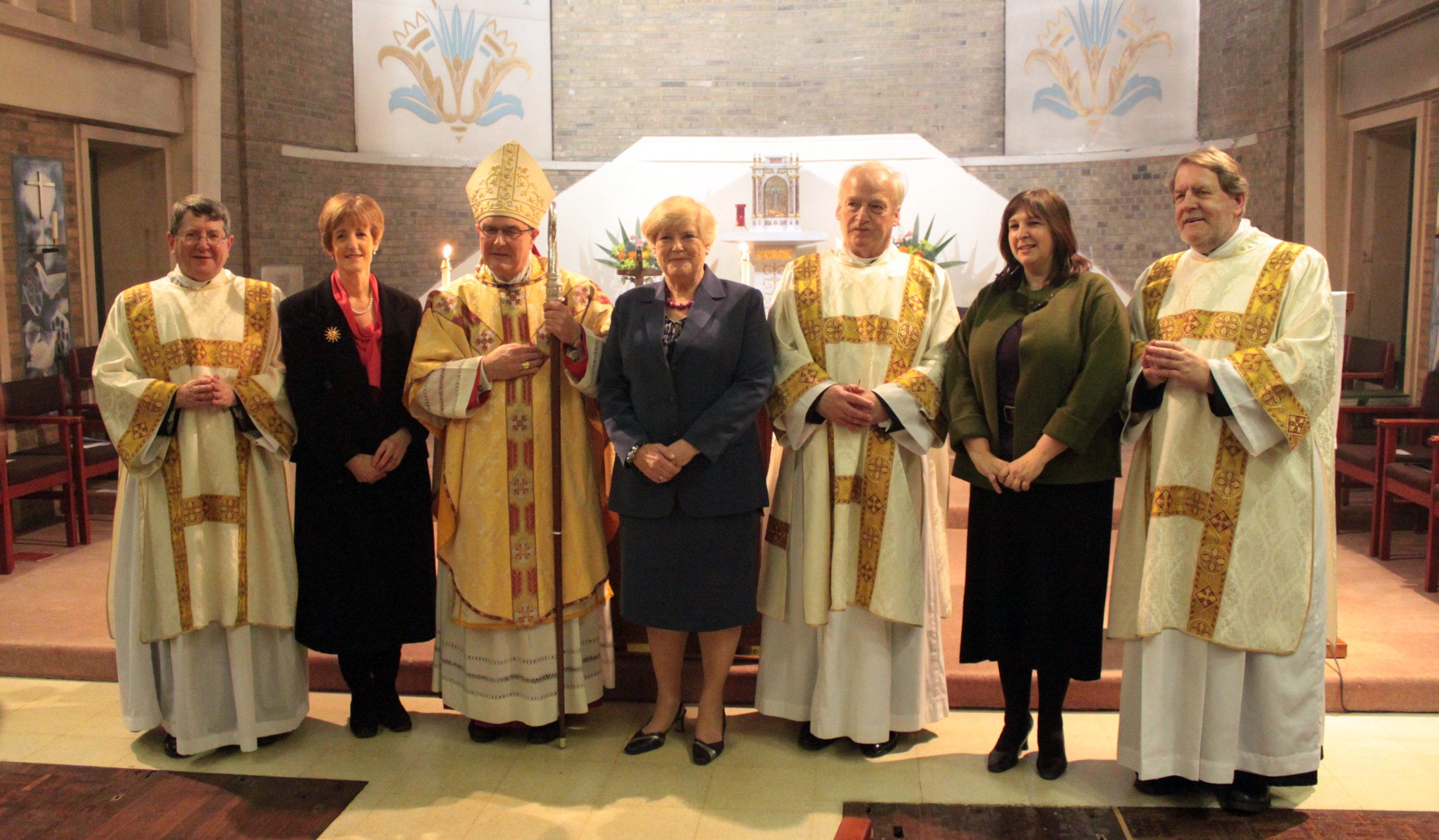
Bispo, diáconos e suas esposas.
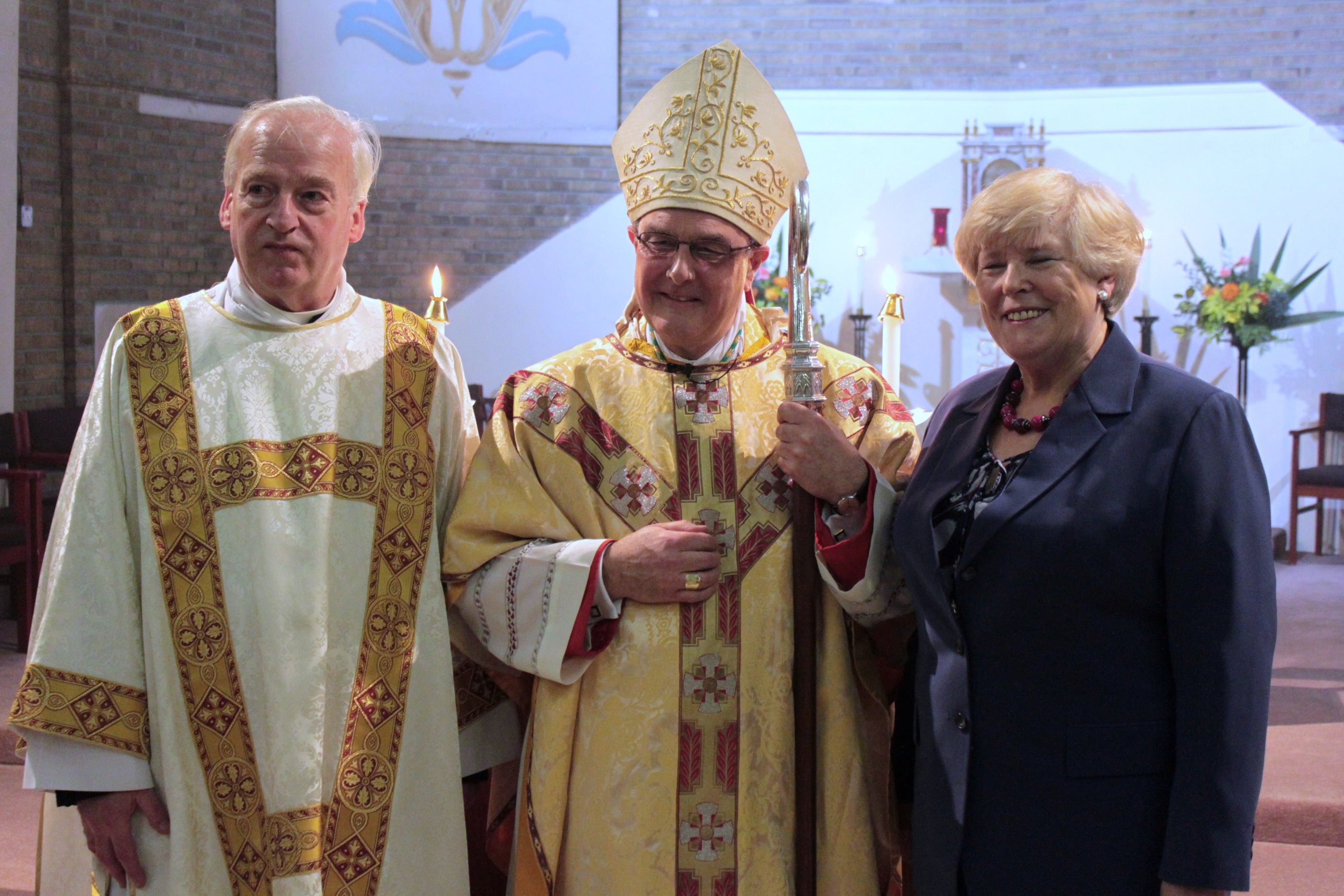
John e Judi Broadhurst com Alan Hopes.
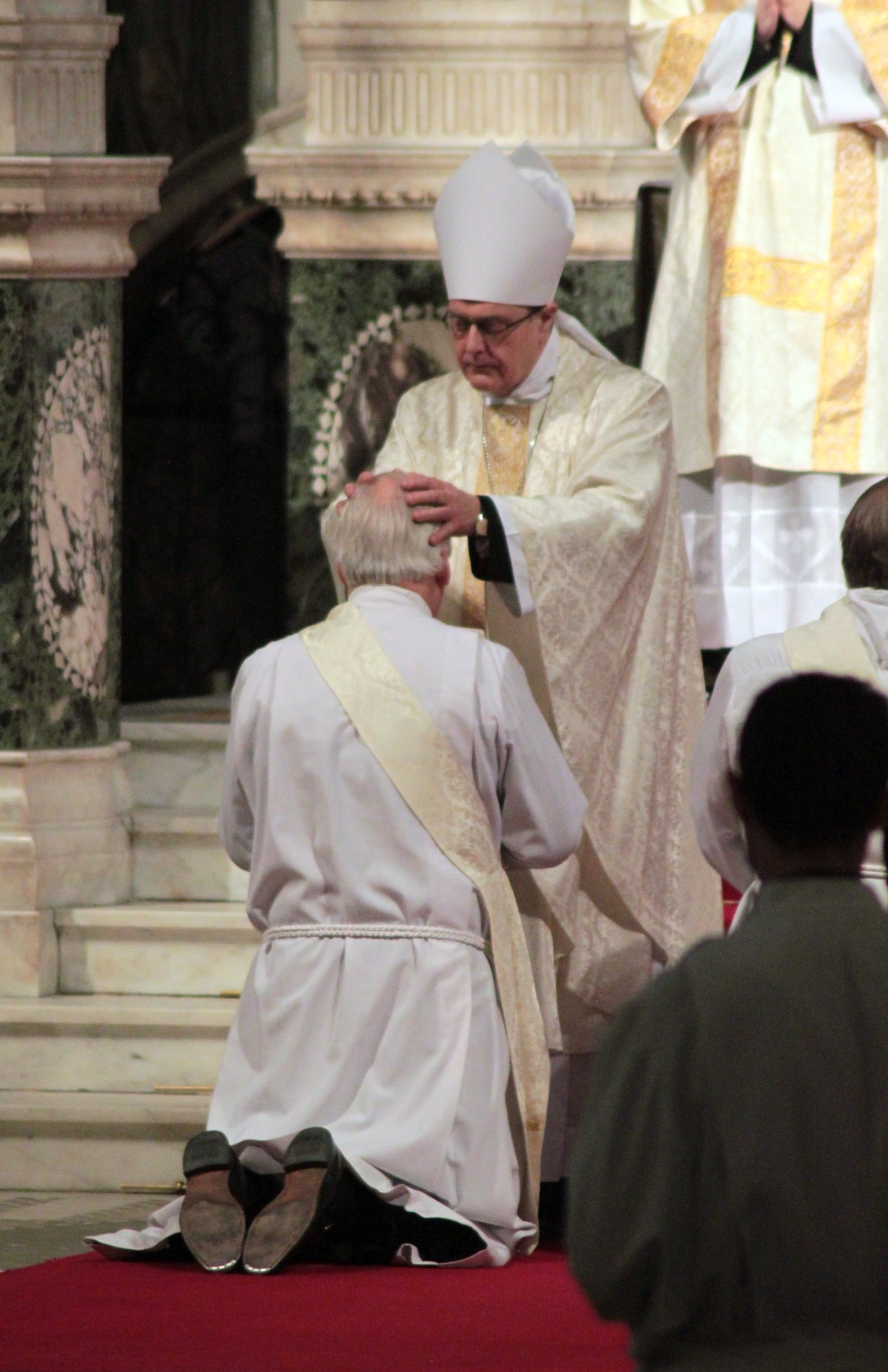
Alan Hopes impondo as mãos na Ordenação presbiteral.
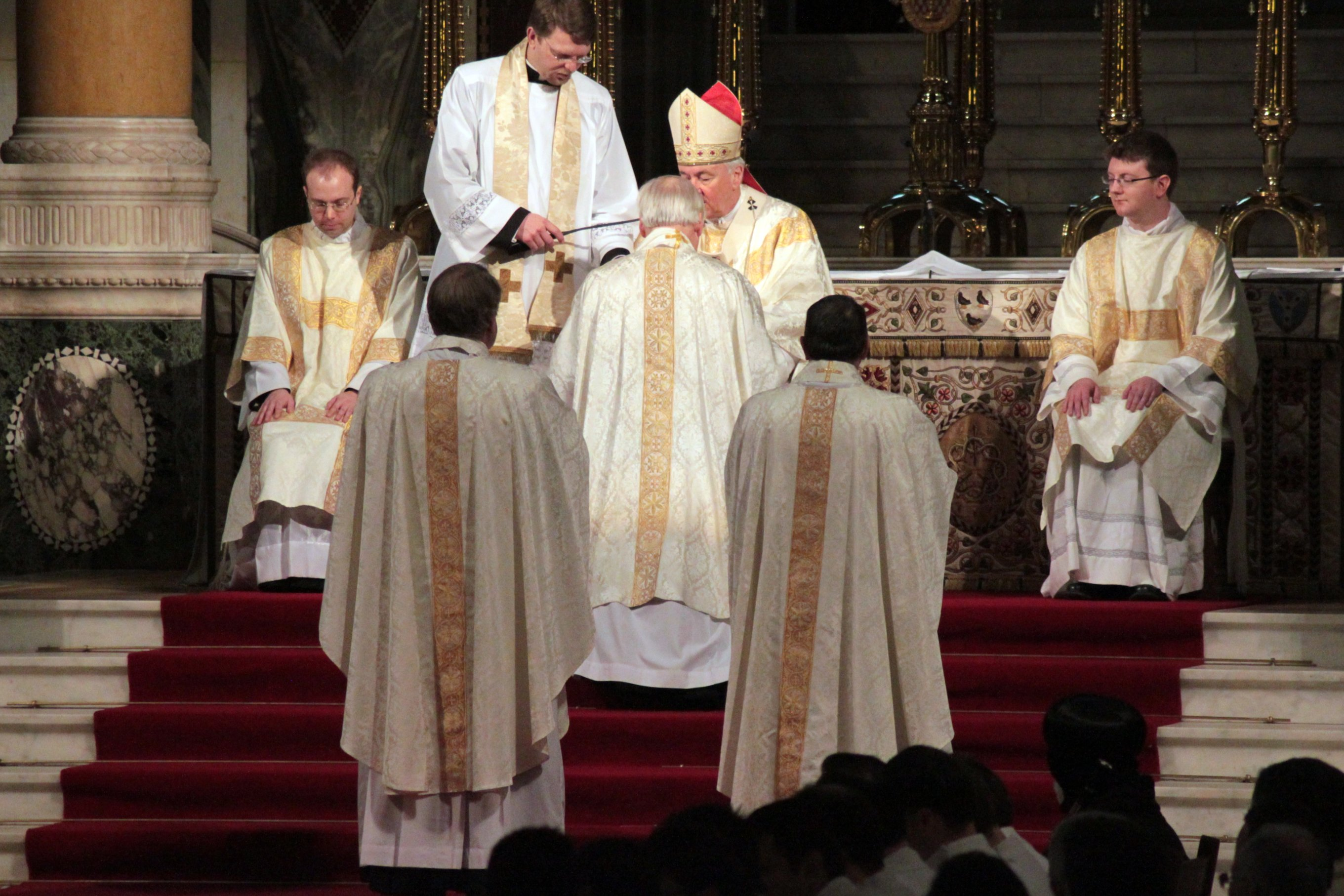
Arcebispo Nichols transmite o poder de perdoar os pecados.
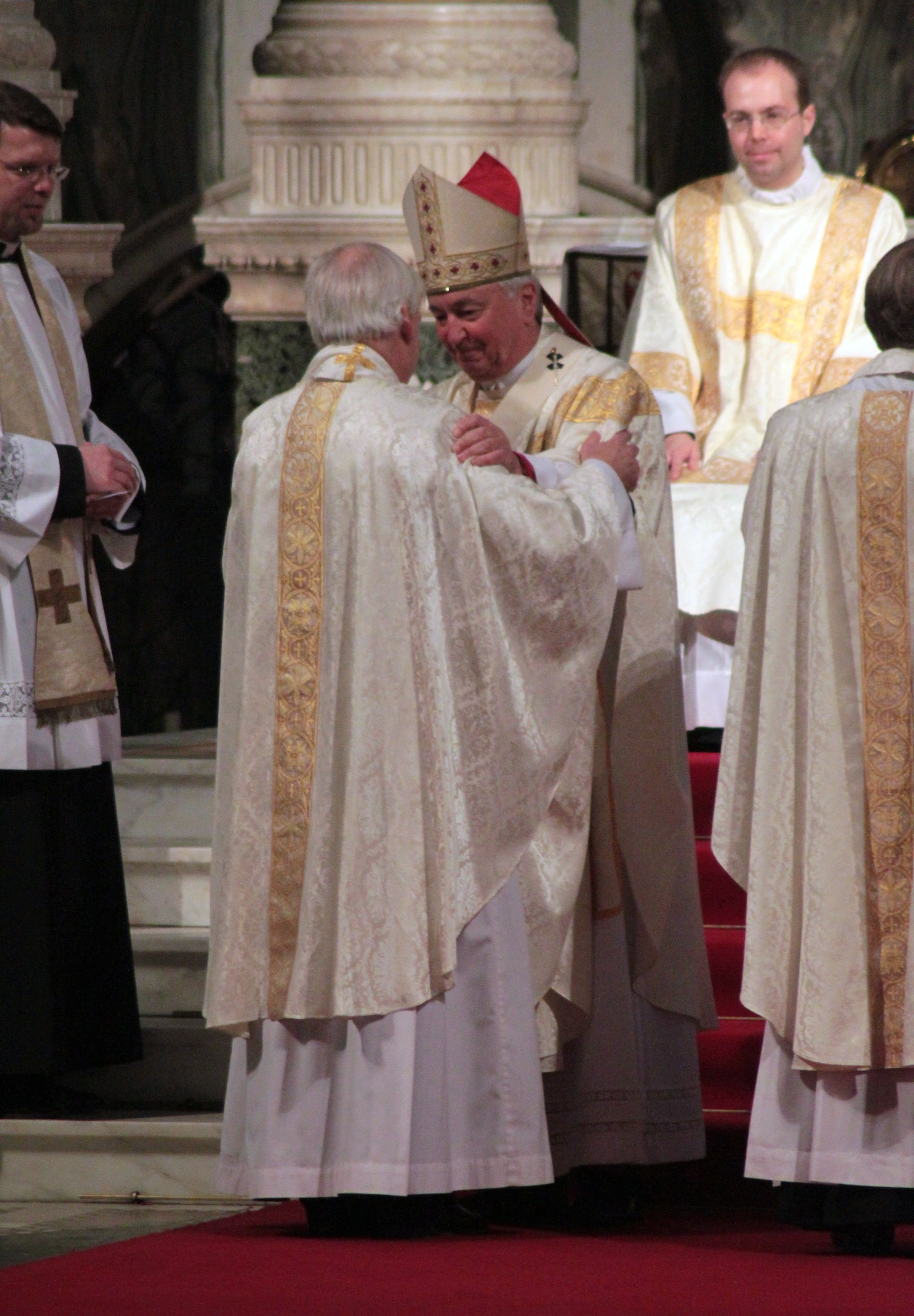
Ósculo da Paz com Vincent Nichols.
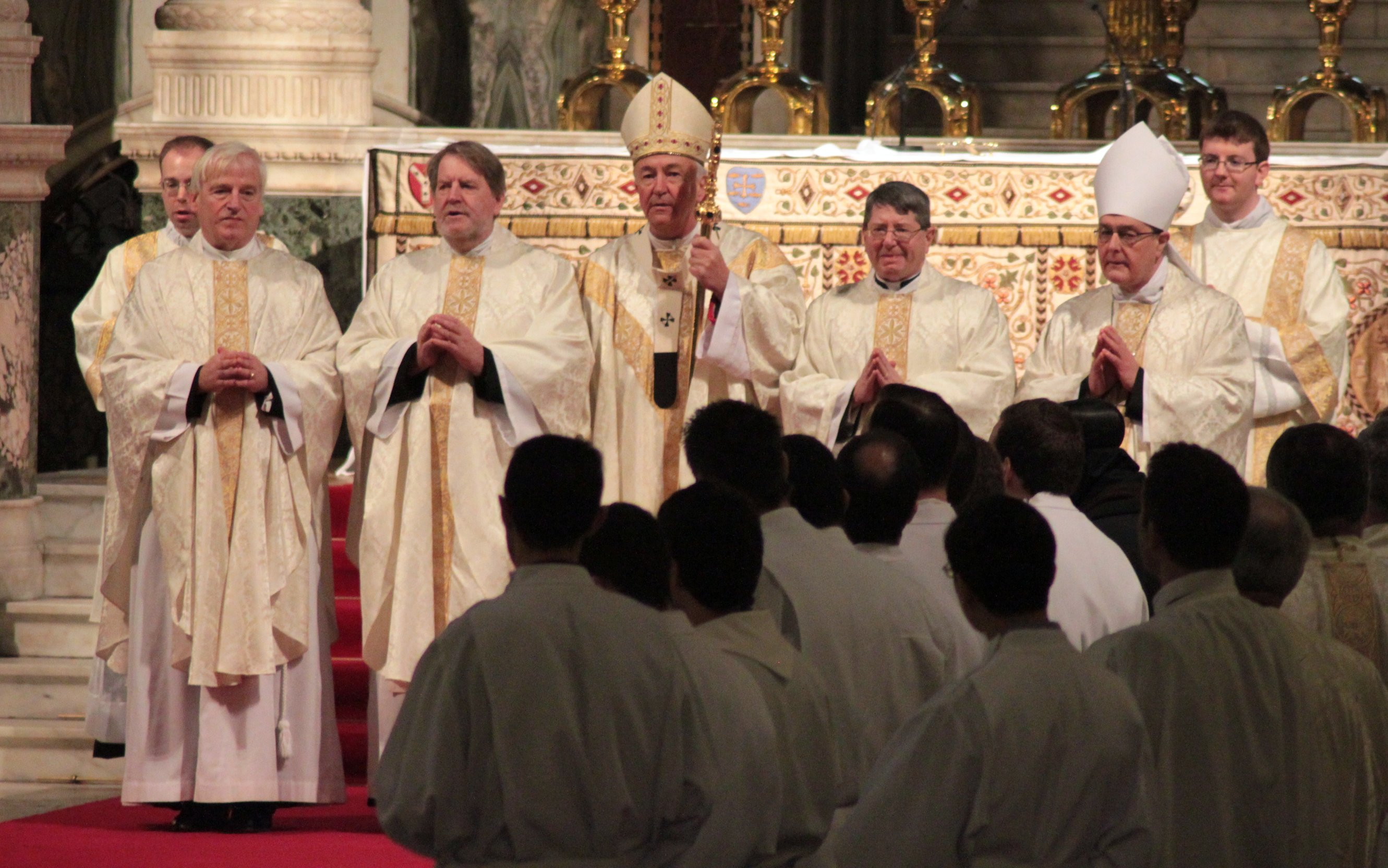
Arcebispo e Auxiliar de Westminster com os três ordenados.